# Vamberští z Rohatce

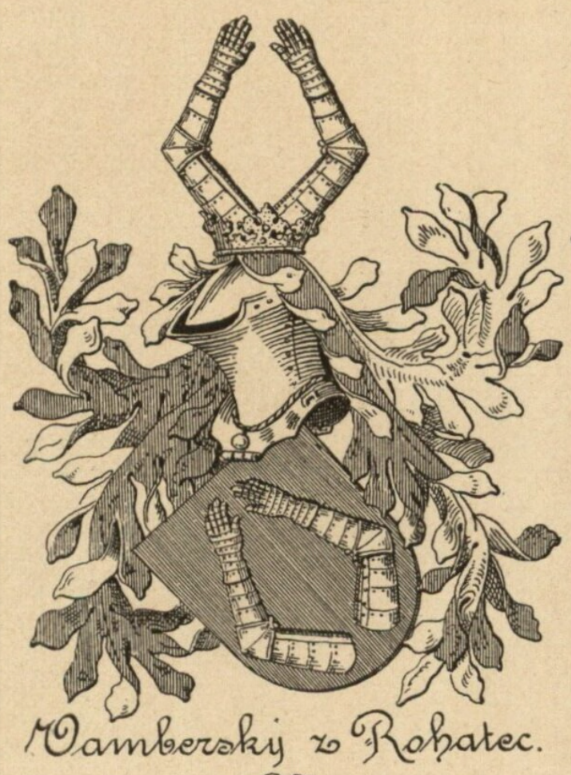
Erb Vamberských z Rohatce

Vamberští z Rohatce jsou staročeskou rytířskou šlechtou; jejich znakem jsou dvě k sobě ohnuté zbrojné ruce na červeném poli. Podobu erbu, který odkazuje na válečnou minulost, rytířský titul i královskou přízeň, si získali v bitvách s Turky.

## Počátky rodu
Rodina pochází z Rohatce (dnes obec u Hodonína). První zmínka je z roku 1427, kdy byl Hynek z Rohatce při tom, když část české šlechty (východočeský husitský svaz sirotků) vpadla do Prahy. Po roce 1426, kdy sirotčí svaz českých šlechticů dobyl Vartenberk, je uváděn jako jeho pán. Spolu s Oldřichem z Rohatce pak od roku 1425 drželi Chlumec nad Cidlinou. Oldřich je zde uváděn ještě v roce 1458.
V 15. století koupil jeho potomek Hynek II. od pánů Žampachů z Potštejna hrad Vamberk (od německého Waldenberg – lesní hora). Odtud se začali nazývat Vamberskými – právo jim bylo uděleno českým králem Vladislavem Jagellonským. Po smrti jeho manželky Barbory roku 1479 přešel Vamberk jako odúmrť na krále. Roku 1513 jej pak dostali Vamberečtí z Chrastu.
Jakožto šlechticové stavu rytířského se Vamberští účastnili na zemských sněmech v letech 1549, 1558, 1565 a 1593–1594 (jen ty, o kterých víme).
Dne 9. října 1537 padl Jan I. Vamberský z Rohatce v bitvě s Turky u Budína, společně s dalšími 6 tisíci Čechy a Moravany ve vojsku Ferdinanda I.
Roku 1560 si vzal Jan III. Vamberský z Rohatce, který byl purkrabím v Českém Krumlově, Elišku Cinišpánovou a s ní i hrad Heršlák (Český Heršlák). Poté získal i tvrz Hřeben, která vsak byla od císařských vojsk roku 1620 vydrancována a zabavena. Zpátky ji získal až o tři roky později jeho bratr Bohuslav, který byl výběrčím posudného v Prácheňském kraji.
Z významných potomků ze staršího období můžeme ještě jmenovat Kryštofa Vamberského, který se přestěhoval do Prahy a působil zde na úřadu Zemských desk kolem roku 1620.
Další potomek Jan Hynek Vamberský z Rohatce si vzal Dorotu Čákovcovou z Bohušic. Po smrti svého strýce Bohuslava po něm zdědil Heršlák a vybudoval na místě staré Heršpické tvrzi malý zámeček. V letech 1627–1636 působil jako místopísař krále českého.
Jeho bratranec Hynek IV. však už tolik štěstí neměl. Účastnil se totiž stavovského povstání a po bitvě na Bílé hoře musel uprchnout ze země. Jeho statky mu byly zkonfiskovány.
Vamberští se také propletli skrz sňatky i s dalšími českými rody. Například s Cinišpány z Heršláku, Čákovci z Bohušic, Bukovanskými z Bukovan, Kořenskými z Terešova, Pernkloby ze Šenrajtu, Čabelickými ze Soutic nebo Sádly z Kladrubce.

## Državy v 14.–17. století
Rod se nejprve usídlil ve východních Čechách, poté na Příbramsku v jižních Čechách a na dalších místech. Jejich državy můžeme rozdělit na několik kategorií
Odkud pocházeli:
- Rohatec

Kde získali své přízvisko:
- Vamberk

Državy získané Sirotčím svazem za husitských válek, které Vamberští spravovali:
- Vartenberk
- Chlumec nad Cidlinou

Původní državy na Příbramsku:
- tvrz Libomyšl

- tvrz Poříčí u Boršova nad Vltavou
- tvrz Tmaň
- Osov
- Vyšebohy
- Stašov
- tvrz Neumětely
- Běštín
- Bavoryně
- tvrz Otmíče
- tvrz Hluboš
- a další

Državy v jižních Čechách, které započal roku 1560 Jan III. sňatkem s Eliškou Cinišpánovou z Heršláku:
- tvrz Český Heršlák
- Hřeben
- tvrz Chanovice
- Narysov
- Třebín
- Branišov
- Ražice
- Pohorovice
- Štětice
- tvrz Božejovice
- a další

Města kde měli své domy:
- Český Krumlov
- Příbram
- Praha
- Vídeň
- a jinde

## Chronologický vývoj rodu v raných začátcích
- konec 14. století – za válečné zásluhy v bitvách proti Turkům rod pozvednut do stavu rytířského i s erbem odkazujícím na válečnou minulost.

Hynek I.
- 1426 byl zřejmě členem Sirotčího svazu (východočeský husitský svaz), po dobytí hradu Vartenberka je zde uváděn jako jeho pán.
- původně sídlil ve Tmani.
- 1427 účastnil se vpádu české husitské šlechty do Prahy.
- 17. srpna (2 dny po Nanebevzetí Panny Marie) 1432 sražen bleskem u Doudleb na Rychnovsku.

Oldřich I.
- cca od 1425 spolu s Hynkem držel Chlumec nad Cidlinou
- 1458 i po smrti Hynka je Oldřich stále spoludržitelem.

Hynek II.

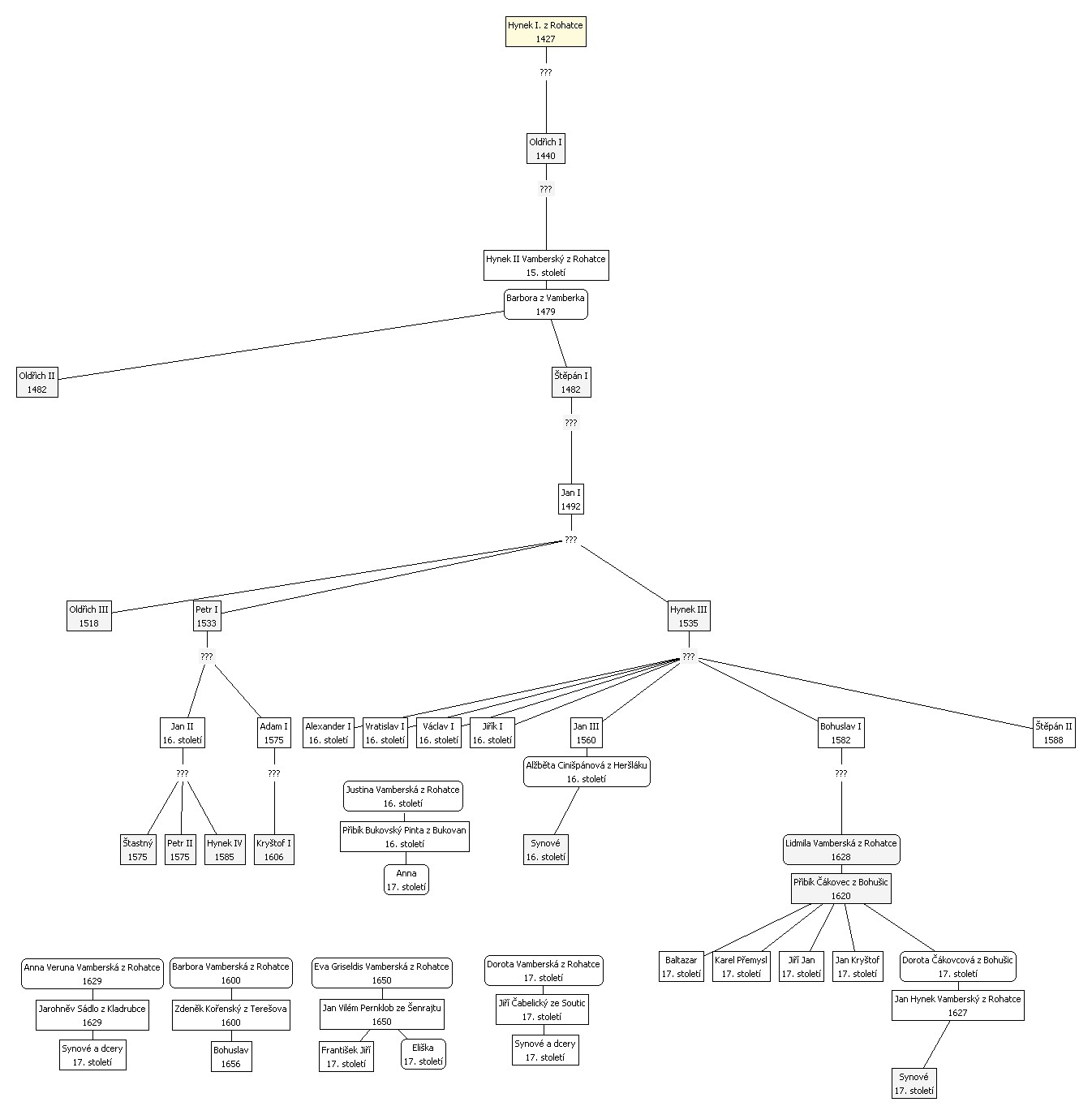
Rodokmen Vamberských z Rohatce v letech 1427–1627.

- (někdy nazýván Hynáček) – nabyl v 15. stol. hrad Vamberk od pánů Žampachů z Potštejna. Po něm se potomci psali – Vamberští. Zanechal vdovu Barboru Vamberskou – zemřela 1479 a s ní Vamberk jako odúmrť přešel na krále Vladislava II. Jagellonského. Roku 1513 jej dostali Vamberečtí z Chrástu.
- Měl syny Štěpána a Oldřicha.

Štěpán I.
- syn Hynka II.
- 1482 – koupil Libomyšl,
- vlastnil Poříčí u Boršova nad Vltavou a Božejovice
- měl syna Jana

Oldřich II.
- syn Hynka II.
- s bratrem Hynkem II. držel od roku 1482 Libomyšl

Jan I.
- syn Štěpána I.
- 1504 koupil Osov
- 1537 padl v bitvě s Turky u Budína, rok po bitvě u Moháče.
- měl syny Oldřicha Petra a Hynka.

Oldřich III.
- syn Jana I.
- měl manželku Markétu ze Solopisk
- 1518 – prodal svou část Libomyšle, Vyšebohy a Stašov
- 1543 – prodal Neumětely
- 1549 – účastnil se zemského sněmu s bratrem Hynkem III.
- 1554 – prodal Osov a Běštín.
- 1558 – účastnil se zemského sněmu s Ferdinandem I. jakožto zástupce rytířské šlechty.

Petr I.
- syn Jana I.
- 1533 – za tvrz v Libomyšli, Bavoryni a Otmíče si vyměnil větší tvrz Hluboš
- Měl syny Jana a Adama. Jan zemřel záhy.

Jan II.
- syn Petra I.
- Měl syny: Petra, Hynka staršího a Šťastného

Hynek IV. (starší)
- syn Jana II.
- 1585 – usadil se v Příbrami
- 1593 – držel Narysov, účastnil se českého sněmu 1593–4
- 1603 – po strýci Štěpánu II zdědil Poříčí
- 1620 – musel zběhnout ze země, protože se podílel na stavovském povstání
- 1623 – byl mu zkonfiskován Třebín a Branišov.

Šťastný I.
- syn Jana II.
- 1583 cca – koupil dům v Praze.

Adam I.
- syn Petra I.
- 1575 – prodal zámek Hluboš (přestavěn v roce 1546 na barokní)
- 1577 – koupil dvůr v Chanovicích
- 1583 – ještě v tomto roce Adam žil

Kryštof I.
- syn Adama I.
- 1606 – prodal dvůr v Chanovicích
- 1620 – pracoval na úřadu Zemských desk v Praze
- 1630 – odkázal své jmění manželce Barboře

Hynek III.
- syn Jana I.
- 1535 – bydlel v Praze a pak v Příbrami
- 1560 – zemřel v Lisovicích
- měl syny: Bohuslava, Václava (†1617), Jana, Jiříka, Štěpána, Vratislava a Alexandra.

Jan III.
- syn Hynka III.
- 1560 – vzal si Elišku Cinišpánovou (Zinnespan) a sní i tvrz Heršlák.
- 1561 – purkrabím v Českém Krumlově
- 1565 – jako rytíř se účastnil na zemském sněmu s Ferdinandem I.
- 1588 – jako rožmberský úředník koupil dům v Českém Krumlově.
- 1592 – Alžběta naposledy zmíněna.
- 1593–4 účastnil se zemského sněmu
- 1598 – zde naposledy zmíněn jako pán na Heršláku a Hřebeně. (mezi Velešínem a Netřebicemi)

Bohuslav I.
- syn Hynka III.
- měl statek v Příbrami
- 1582 – byl výběrčím posudného na Prácheňsku.
- po Janově smrti zdědil hrad Heršlák, který podržel i po roce 1623
- po jeho smrti zdědila Heršlák a Hřeben Lidmila I.

Štěpán II.
- syn Hynka III.
- usadil se v Pohořovicích
- měl tu dvůr Střelcovský
- 1588 – k němu zakoupil další 2 dvory
- držel Božovice
- 1589 – všechny svoje statky včetně gruntu Slouhovského ve Štěticích rozprodal.
- 1596 – nabyl Ražice a Poříčí
- 1603 – po tomto roce zemřel

Jan Hynek I.
- syn některého ze synů Hynka III. kromě Bohuslava
- 1627–1636 – byl místopísařem krále českého
- 1636 – od potomků Lidmily Vamberské (Čákovců z Bohušic) koupil znovu Heršlák a na místě staré Heršpické tvrzi postavil malý zámeček
- 1640 – prodal Heršlák
- 1650 – před tímto rokem zemřel, když se velice se zadlužil. Zanechal vdovu Dorotu Čákovcovou z Bohušic.

Lidmila
- dcera některého ze synů Hynka III. – nebo i Bohuslava I.
- protestantka – 1628 nucena konvertovat ke katolicismu
- provdána za Čákovce z Bohušic,
- 1636 – zemřela.